# Mamshit
Mamshit (tiếng Hebrew: ממשית) là thành phố Memphis của người Nabataean. Trong thời Nabataean, Mamshit là thành phố quan trọng vì nằm trên tuyến đường buôn bán hương liệu từ dãy núi Idumean tới Arabah (trong Thung lũng lớn do vết nứt Trái Đất), đi qua Ma'ale Akrabim tiếp tục tới Beer-Sheva hoặc tới Hebron và Jerusalem. Thành phố này rộng 40.500 m², là thành phố nhỏ nhất, nhưng là thành phố được trùng tu tốt nhất trong vùng hoang mạc Negev. Các ngôi nhà sang trọng thời xưa theo lối kiến trúc bất thường chỉ thấy ở đây, không thấy có ở các thành phố khác của người Nabataean.
Kho tàng lớn nhất được tìm thấy tại Israel là ở Mamshit - 10.500 đồng tiền bằng (kim loại) bạc, 158 pounds plumbum tonque với dấu của xưởng đúc và một bó giấy papyrus với các bản văn bằng chữ Hy Lạp cổ xưa.
Thành phố được tái thiết này cho các du khách một cảm giác về dáng vẻ thành phố Mamshit thời xưa. Toàn bộ đường phố còn nguyên vẹn, nhiều nhóm nhà của người Nabataean với các phòng lộ thiên, các sân trong và các sân hiên nhà. Các viên đá xây dựng được chạm trổ cẩn thận và các khung vòm nâng trần nhà được kiến tạo xuất sắc.

## Lịch sử
Mamshit được thành lập vào thế kỷ thứ nhất trước Công nguyên, như một điểm buôn bán trên tuyến đường giữa Petra tới Gaza. Với thời gian, thành phố được phát triển, và cũng dựa trên nông nghiệp.
Khi Đế quốc La Mã chiếm đóng, việc buôn bán ở Mamshit bị suy tàn. Dân cư tìm cách sinh sống bằng việc nuôi ngựa. Họ nuôi giống ngựa Ả Rập nổi tiếng, đem lại sự thịnh vượng cho thành phố. Dưới thời Đế quốc Byzantine, Mamshit nhận được sự trợ giúp của chính quyền vì là thành phố ở biên giới. Khi món trợ cấp này hết - đưới thời hoàng đế Justinian - thì thành phố cũng tiêu tan.
Trước khi lập quốc gia Israel, thủ tướng tương lai David Ben-Gurion đã định dùng thành phố Mamshit làm thủ đô, việc này khớp với giấc mộng của ông ta là đưa dân tới định cư ở vùng hoang mạc Negev.
Người ta đã khám phá ra 2 nhà thờ ở Mamshit. Nhà thờ ở phía tây có một sàn khảm bằng các mẫu hình học nhiều màu, các hình chim, 1 giỏ trái cây và 5 lời cung hiến bằng tiếng Hy Lạp (sàn khảm không cho công chúng vào xem). Nhà thờ ở phía đông có một tòa giảng dựa trên các cột nhỏ bằng cẩm thạch. Các di tích này ngày nay vẫn còn.
Cùng với 3 thành phố Haluza, Avdat và Shivta, thành phố Mamshit đã được UNESCO công nhận là di sản thế giới từ tháng 6 năm 2005.

## Hình ảnh

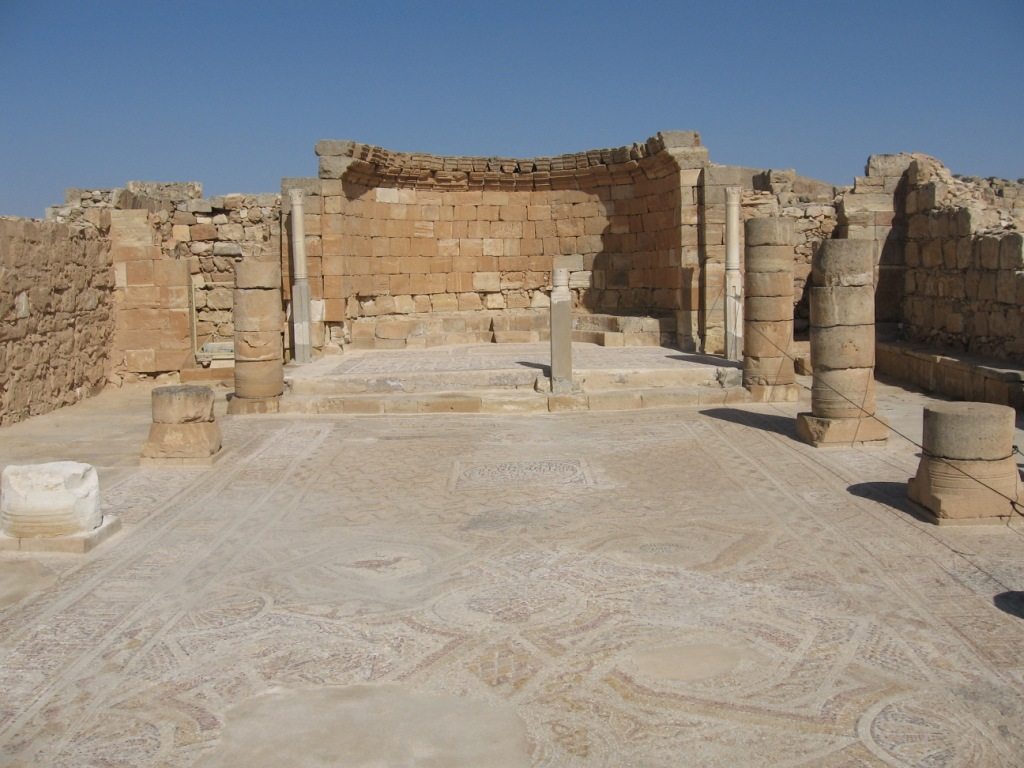
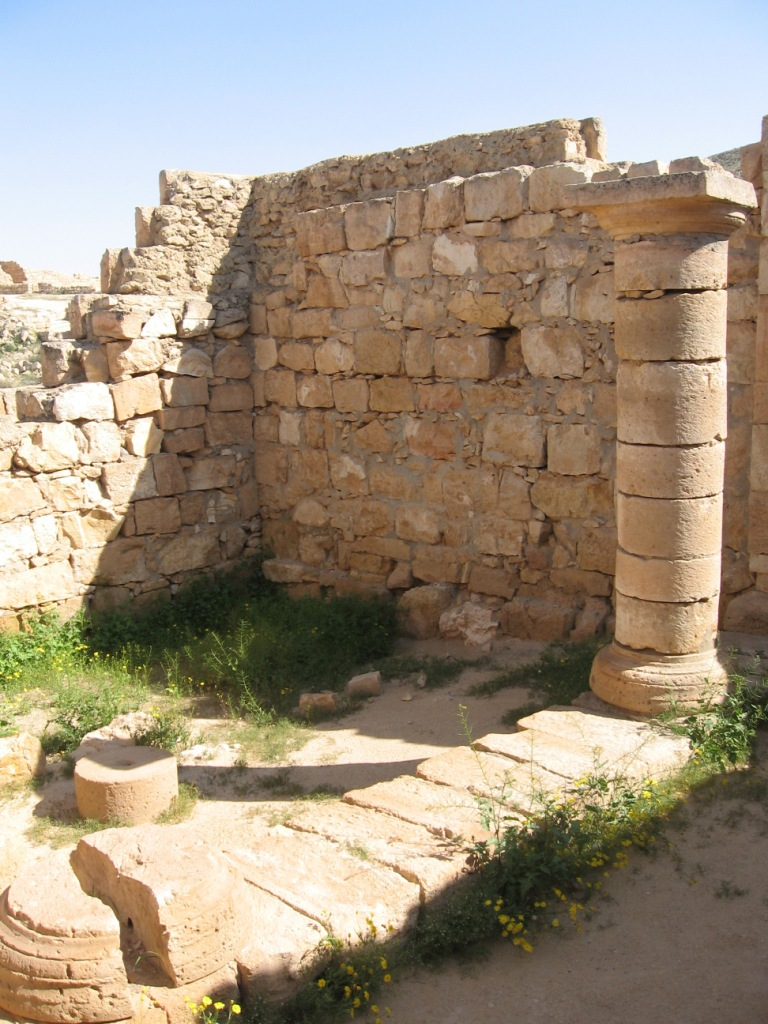
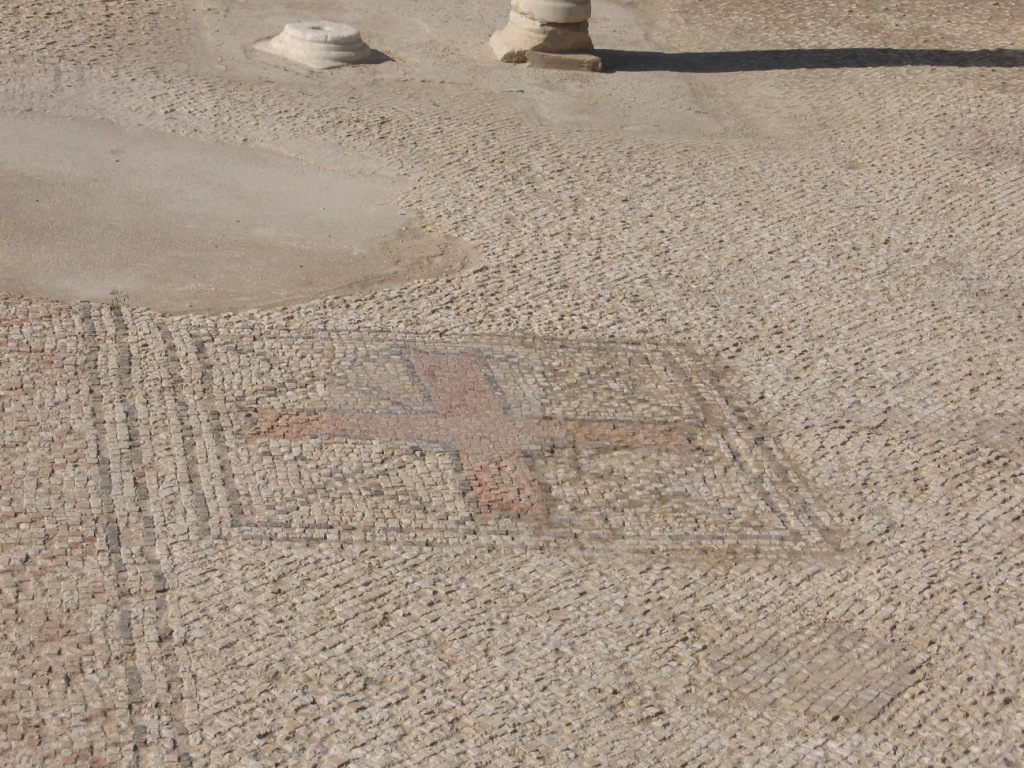
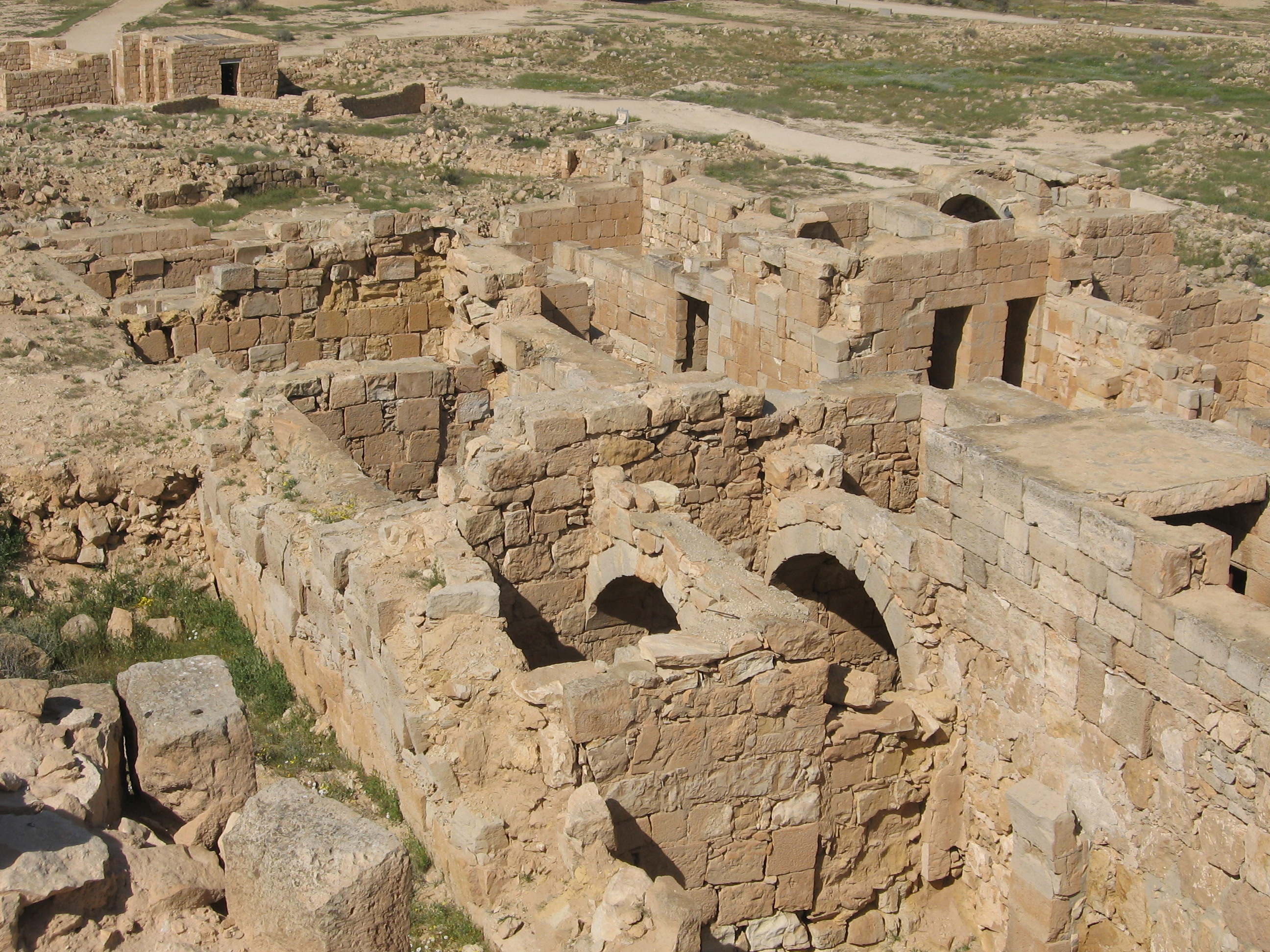